# David Hermann Engel
David Hermann Engel (22 de enero de 1816 – 3 de mayo de 1877) fue un organista y compositor alemán.

## Vida
Nacido en Neuruppin, después de sus primeras lecciones de órgano con Friedrich Wilke en Neu-Ruppin, Engel estudió con Friedrich Schneider en Dessau y Adolf Friedrich Hesse en Breslau. En 1841, se trasladó a Berlín, donde trabajó como profesor de música y canto. Algunas de sus obras se imprimieron allí. Su relación con de lo llevó a estudiar música de iglesia italiana antigua. Su libro de corales, publicado en 1844, le valió un alto reconocimiento y, como resultado, recibió repetidos encargos para componer para el de. En 1848, Engel fue elegido organista de la Catedral de Merseburg.
Engel es considerado el "descubridor" y mecenas del constructor de órganos Friedrich Ladegast.
Engel murió en Merseburg a los 61 años.

## Premios
- Engel recibió la goldene Medaille für Kunst und Wissenschaft del rey prusiano por la publicación del Choralbuch zur gottesdienstlichen Feier für Kirche und Haus.[5][6]

## Obras
- Choralbuch (with interludes) zur gottesdienstlichen Feier für Kirche und Haus Op. 10, Berlin 1844 OCLC 17710483
- Der 81. Psalm Op. 11, Berlin 1847 OCLC 1073230132
- Der 61. Psalm Op. 12, Eisleben 1852
- Zehn Orgelstücke Op. 15, Erfurt 1855 OCLC 864465069
- Winfried und die heilige Eiche bei Geismar Op. 20[7]
- Geistliche Melodien aus dem 17. Jahrhundert Op. 24, Leipzig 1857
- Zionsharfe Op. 26, Leipzig 1860
- Weihnachts-Hymne Op. 37, Leipzig 1872